# Antoine-Jean Gros
Antoine-Jean Gros (Parigi, 16 marzo 1771 – Parigi, 25 giugno 1835) è stato un pittore francese.

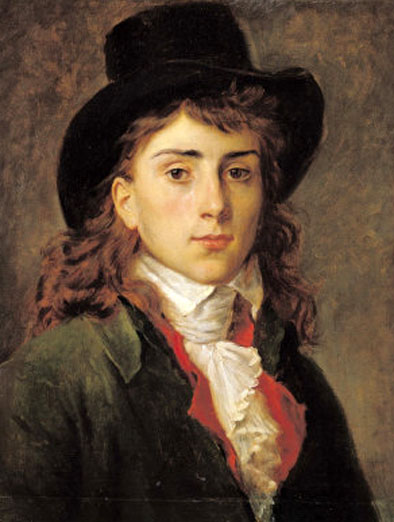
Antoine Jean Gros
ritratto da François Gérard, 1790

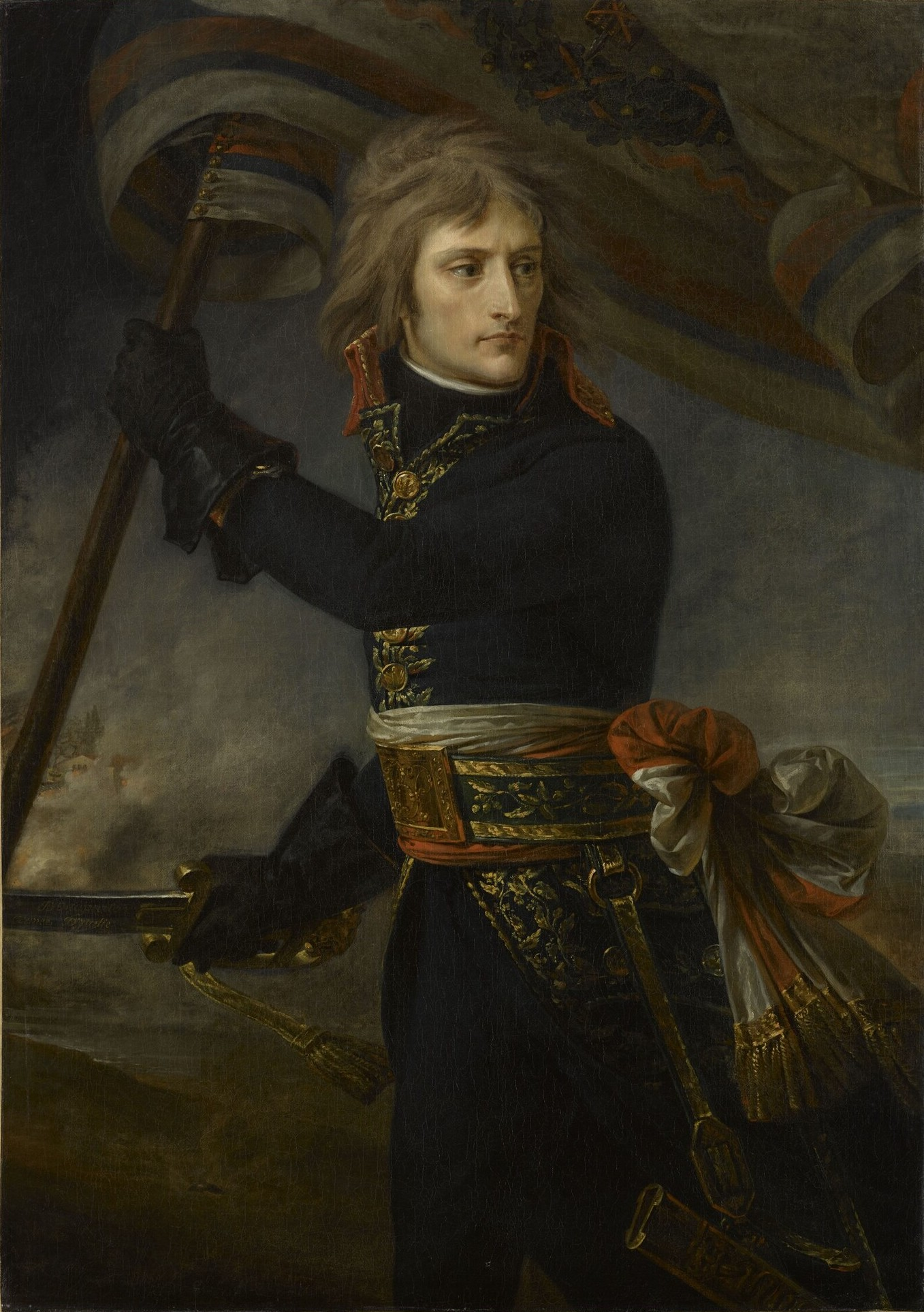
Napoleone al ponte di Arcole
1801

Allievo di Jacques-Louis David, si orienta al contrario del maestro verso una pittura di storia drammatica e spesso antieroica.

## Biografia
Figlio di un miniaturista, nella tela con Antioco ed Eleazaro, ora conservato a Saint-Lô, con la quale concorse, senza successo, al Prix de Rome del 1792, si rifà ai modi del Rubens, sia nella concezione d'insieme, sia nella fattura.
In piena Rivoluzione all'inizio del 1793 decise di trasferirsi in Italia, temendo per le sue opinioni moderate. Il soggiorno durò otto anni, sostando prima a Genova, poi a Milano, infine a Firenze, studiando l'arte antica, Masaccio, Andrea del Sarto, Pontormo e Rubens.
Di questo periodo sono: Malvina piange Oscar, tratto dal poema Ossian e Young piange la figlia.
Molto attivo come ritrattista della società genovese, alla fine del 1796 Giuseppina Bonaparte lo condusse con sé a Milano dove, nel 1796, realizzò il quadro di Napoleone ad Arcole in cui rappresenta il giovane condottiero, allora ancora al servizio degli ideali democratici della repubblica, mentre incita i soldati alla battaglia, con un gesto coraggioso ma privo di enfasi; quest'ultimo elemento e l'impeccabile divisa, più da parata che da combattimento, collocano l'evento in una dimensione di superiore e atemporale eroicità. 
A questo stesso anno risale l'episodio riferito da Stendhal al I Capitolo de La Certosa di Parma. Tre giorni dopo il suo arrivo l'ancor giovane Gros disegnò sul retro della lista dei gelati del Caffè dei Servi, locale molto in voga, un soldato francese che con la baionetta apriva il ventre di Carlo d'Asburgo-Teschen e al posto del sangue dall'Arciduca stesso usciva un'incredibile quantità di grano. Tale disegno, abbandonato al tavolino e reperito, venne stampato nella notte e l'indomani ne furono venduti ventimila esemplari. Secondo Stendhal la pubblicazione di tali battute satiriche eseguite con il linguaggio della Caricatura non era conosciuta in Italia fino a quel momento. Il disegno si riferiva all'enorme accaparramento operato coattivamente dall'Arciduca, che si era dato al commercio del grano mentre ai contadini era proibita la vendita in proprio.. 
Nominato membro della commissione incaricata da Napoleone di razziare le più importanti opere dell'arte italiana da inviare in Francia, l'artista percorse gran parte dell'Italia arrivando a Roma nella primavera del 1797.
Entrato nell'esercito, in seguito alla vittoria austriaca dovette fuggire, tornando a Parigi nel febbraio del 1801. Nella sua città natale realizzò il Ritratto di Christine Boyer (Parigi, Louvre), moglie di Luciano Bonaparte. Un ritratto postumo dipinto poco dopo la morte prematura della donna, avvenuta nel 1800, l'artista la ritrae in piedi accanto a una cascata, giovane e bella con gli occhi malinconici fissi a una rosa che viene trascinata dall'acqua corrente, una presagio di morte.

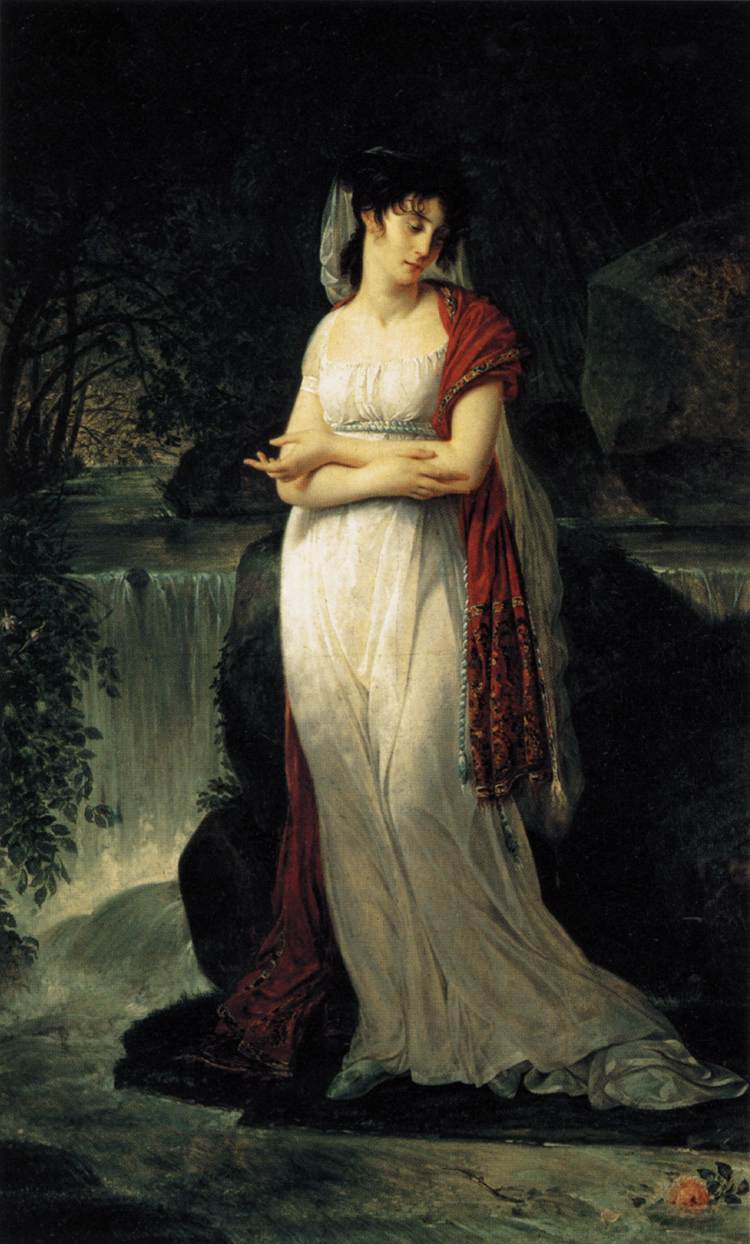
Christine Boyer
c.1800

Al Salon del 1801 presentò Saffo a Leucade (Bayeux, Musée Baron-Gérard) ambientato in un paesaggio notturno rischiarato dalla luna. Nello stesso anno realizzò il bozzetto per la Battaglia di Nazareth (Nantes, Musée des Beaux-Arts).
Del 1804 è la tela con Gli appestati di Giaffa, che presenta Napoleone mentre sfiora la piaga di un appestato, qui l'artista fa entrare la cruda rappresentazione della malattia, che diviene funzionale all'apologia imperiale. Al Salon del 1806 espose la Battaglia di Abukir, commissionata da Murat, e ora conservata a Versailles, la tela venne costruita con una composizione squilibrata in modo da creare un accentuato effetto di movimento.
Dopo la battaglia di Eylau, Napoleone organizzò un concorso per commemorare la propria
magnanimità nell'assistere i soldati russi feriti dopo i combattimenti, Gros si aggiudicò il primo premio con la tela, di grandi dimensioni, esposta al Salon del 1808: Napoleone sul campo di battaglia di Eylau il 9 febbraio 1807 (Parigi, Louvre). Al centro è Napoleone a cavallo, ritratto come «pacificatore-filantropo» costretto alla guerra per liberare i popoli oppressi dalla tirannia mentre attraversa il campo di battaglia dopo il combattimento; il primo piano si caratterizza per la forte notazione realistica data dai morti e dai feriti. Questa notazione gli attirò molte critiche, ma fu ammirata dai giovani artisti romantici: infatti il periodico romantico «L'Aristide» dirà "non abbiamo dubbi: Napoleone sul campo di Eylau, segna la nascita della scuola romantica".
Di questo periodo sono anche i ritratti del Primo Console (Parigi, Museo della Legion d'onore), di Duroc (Versailles), del generale Lasalle (Parigi, Museo dell'esercito), del generale Fournier-Sarlovèze (Parigi, Louvre) e il Ritratto equestre di Gioacchino Murat (Parigi, Louvre) esposto al Salon del 1812.
Del 1810 è La battaglia di Wagram (Versailles, Museo nazionale della Reggia), mentre nel 1811, fu incaricato di commemorare la restituzione alla Chiesa della cattedrale di Saint-Denis, dipingendo Carlo V ricevuto a Saint-Denis da Francesco I (Parigi, Museo del Louvre). Lo stesso tema è trattato negli affreschi per la cupola del Panthéon, iniziati l'anno successivo e completati nel 1824.
Ai Salon del 1817 e 1819 espose rispettivamente Luigi XVIII lascia il palazzo delle Tuileries (Versailles) e l'Imbarco della duchessa d'Angoulême a Pauillac (Bordeaux, Musée des Beaux-Arts).
Con l'esilio di David, Gros si accollò l'onere di portare avanti la scuola del maestro ritornando stilisticamente a composizioni di gusto classicista. Al Salon del 1822 espose la tela con Bacco e Arianna a Nasso (1821, Ottawa, The National Gallery of Canada).
Nel 1830 realizzò il soffitto del Musée des Antiquités égyptiennes del Louvre, con l'Umanità implora l'Europa in favore dei greci. 
Anche per la fredda accoglienza ricevuta al Salon del 1835 dall'Ercole e Diomede (Tolosa, Musée des Augustins), il 25 giugno dello stesso anno si suicidò, annegandosi nella Senna.
Uno dei suoi ultimi allievi è stato Alfred Guillard (1810-1880), che fu direttore del Musée des Beaux-Arts di Caen.

## Galleria d'immagini

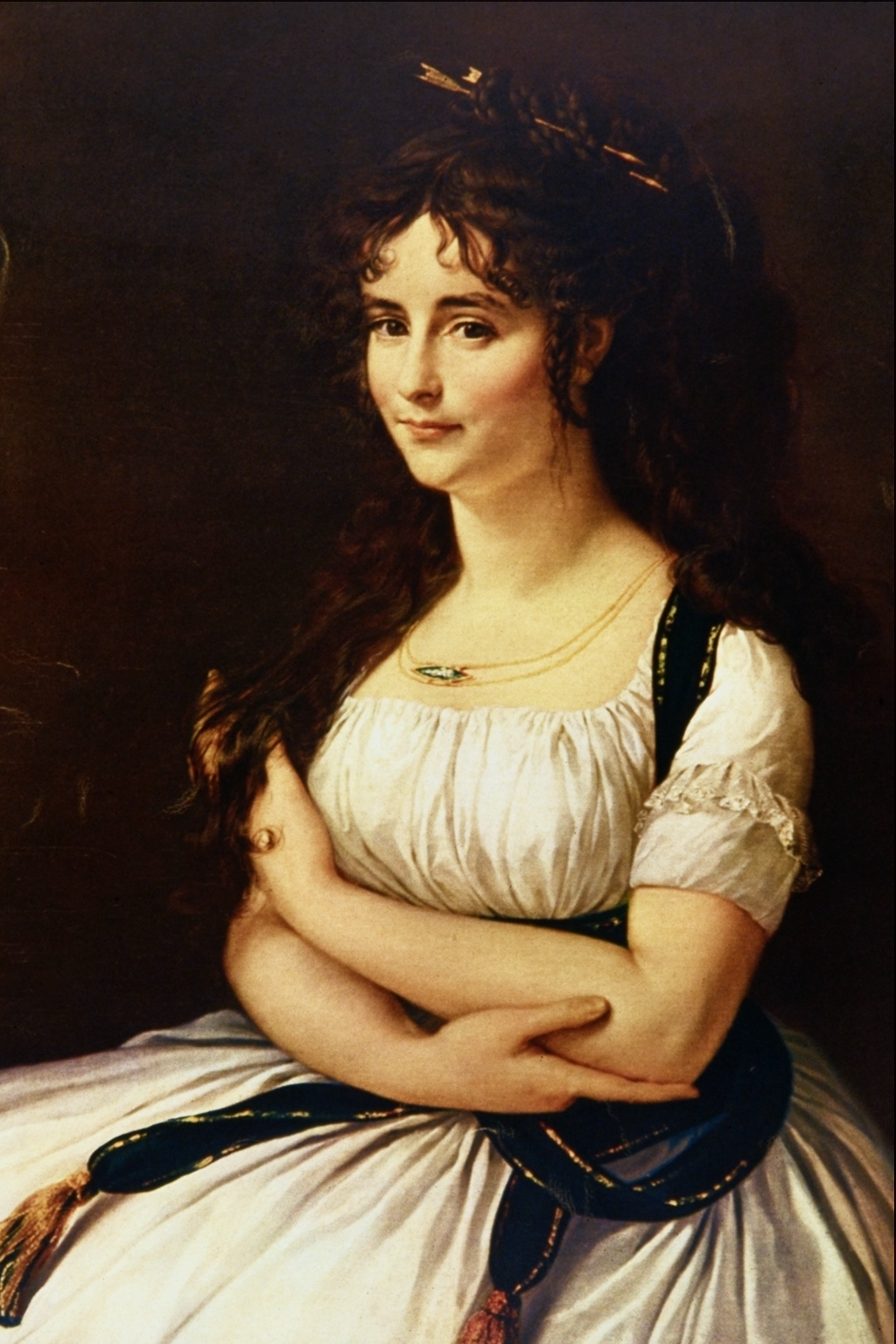
Madame Pasteur 1795-96
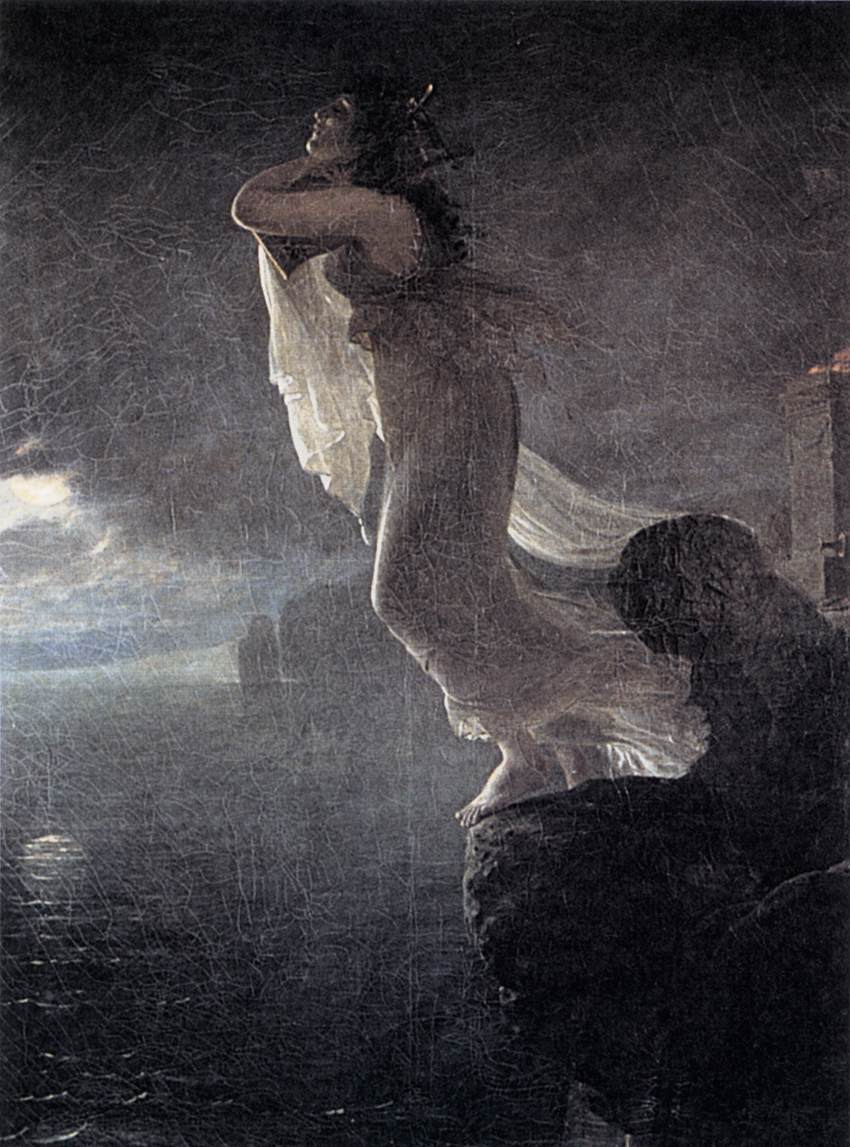
Saffo a Leucade 1801
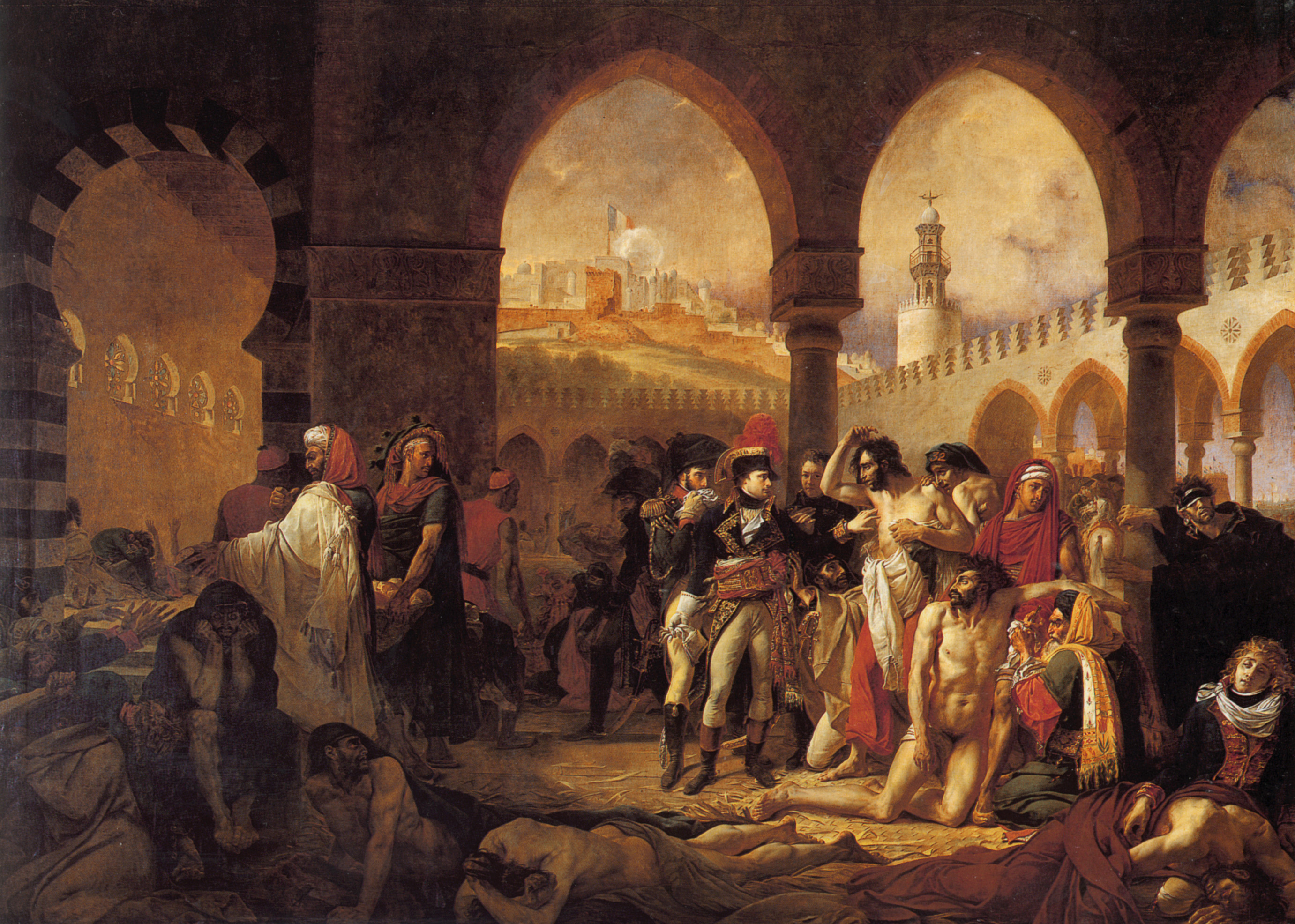
Bonaparte visita gli appestati di Giaffa 1804
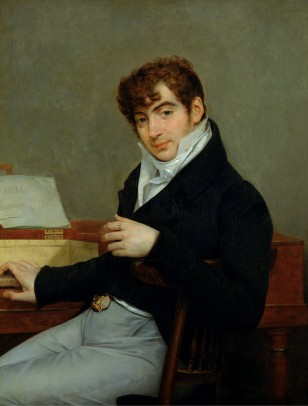
Pierre Joseph Zimmermann 1808
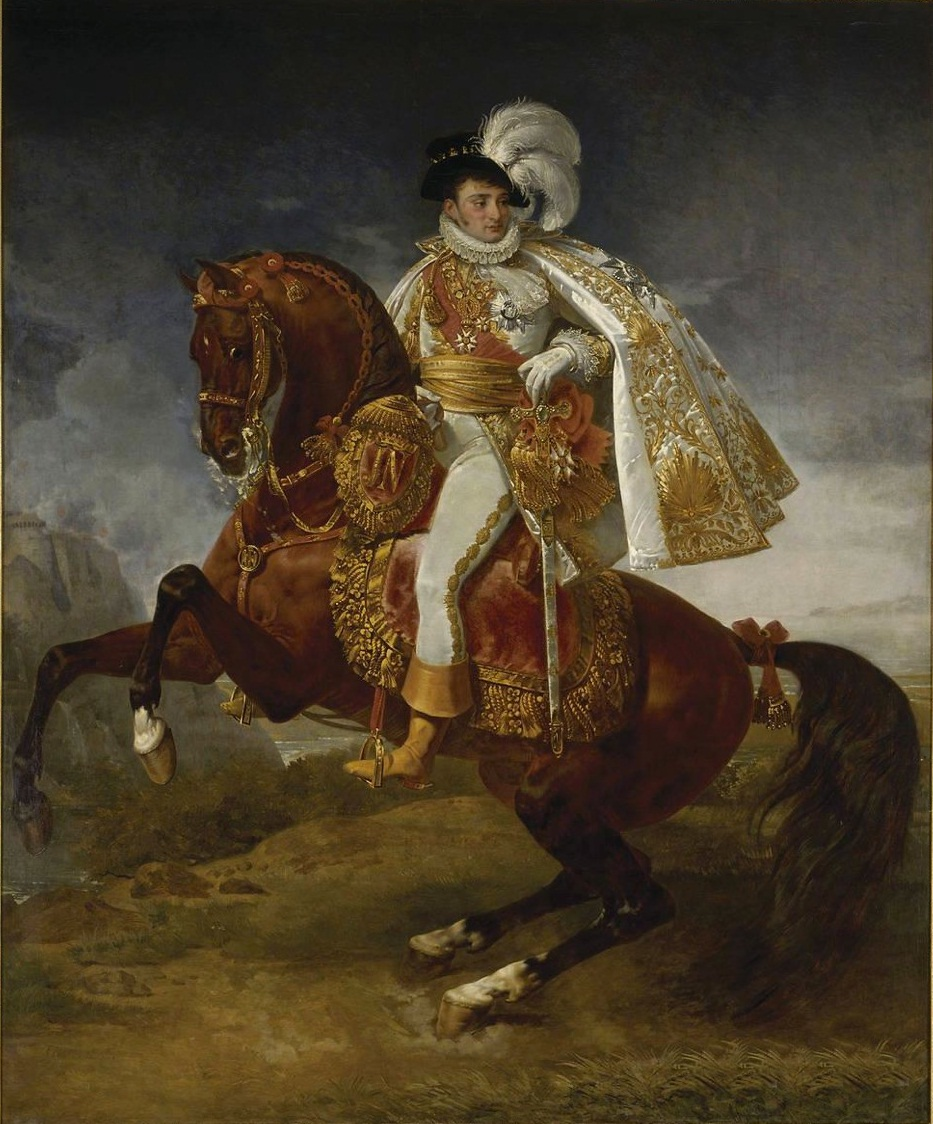
Girolamo Bonaparte 1808
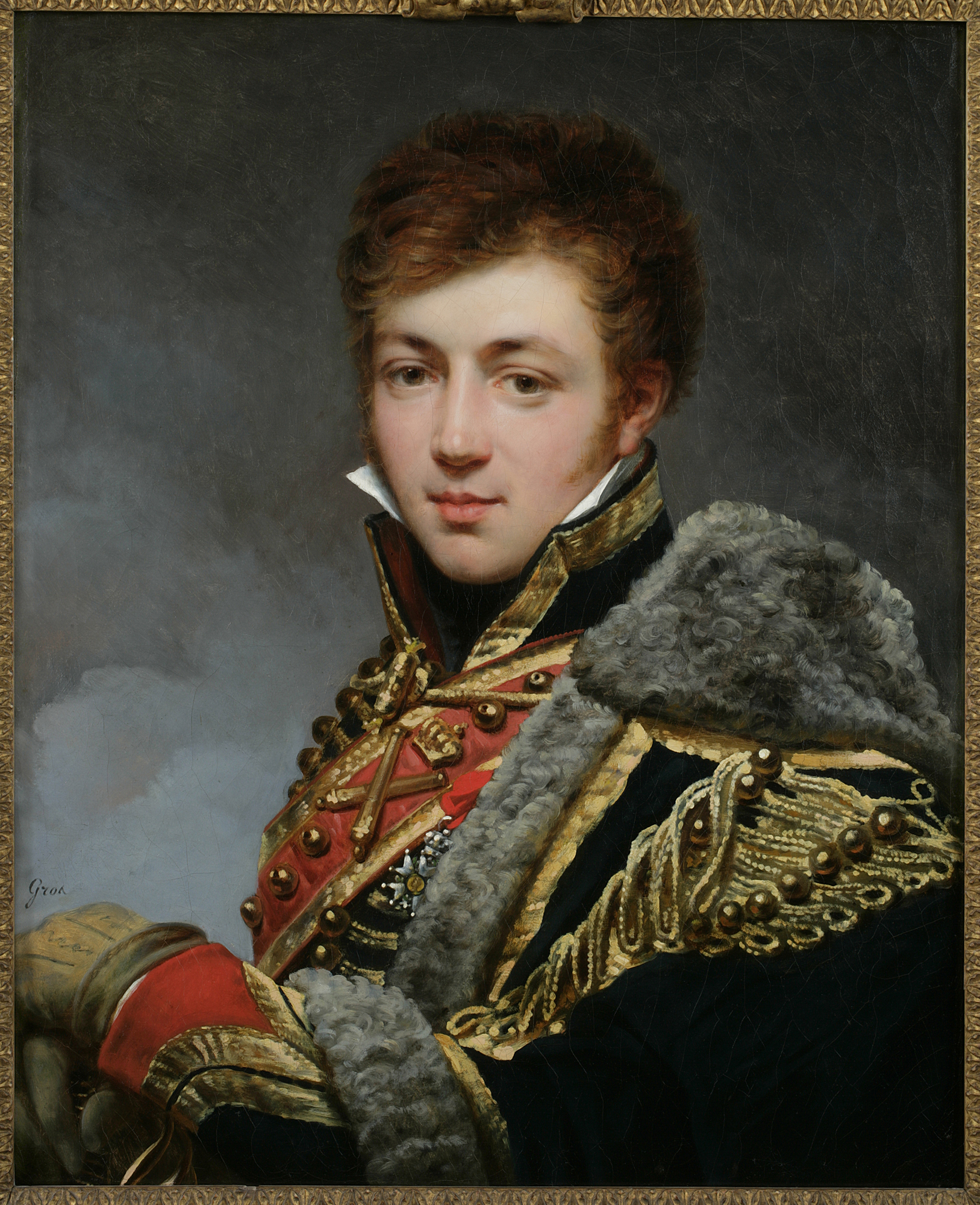
Honoré de La Riboisière 1815
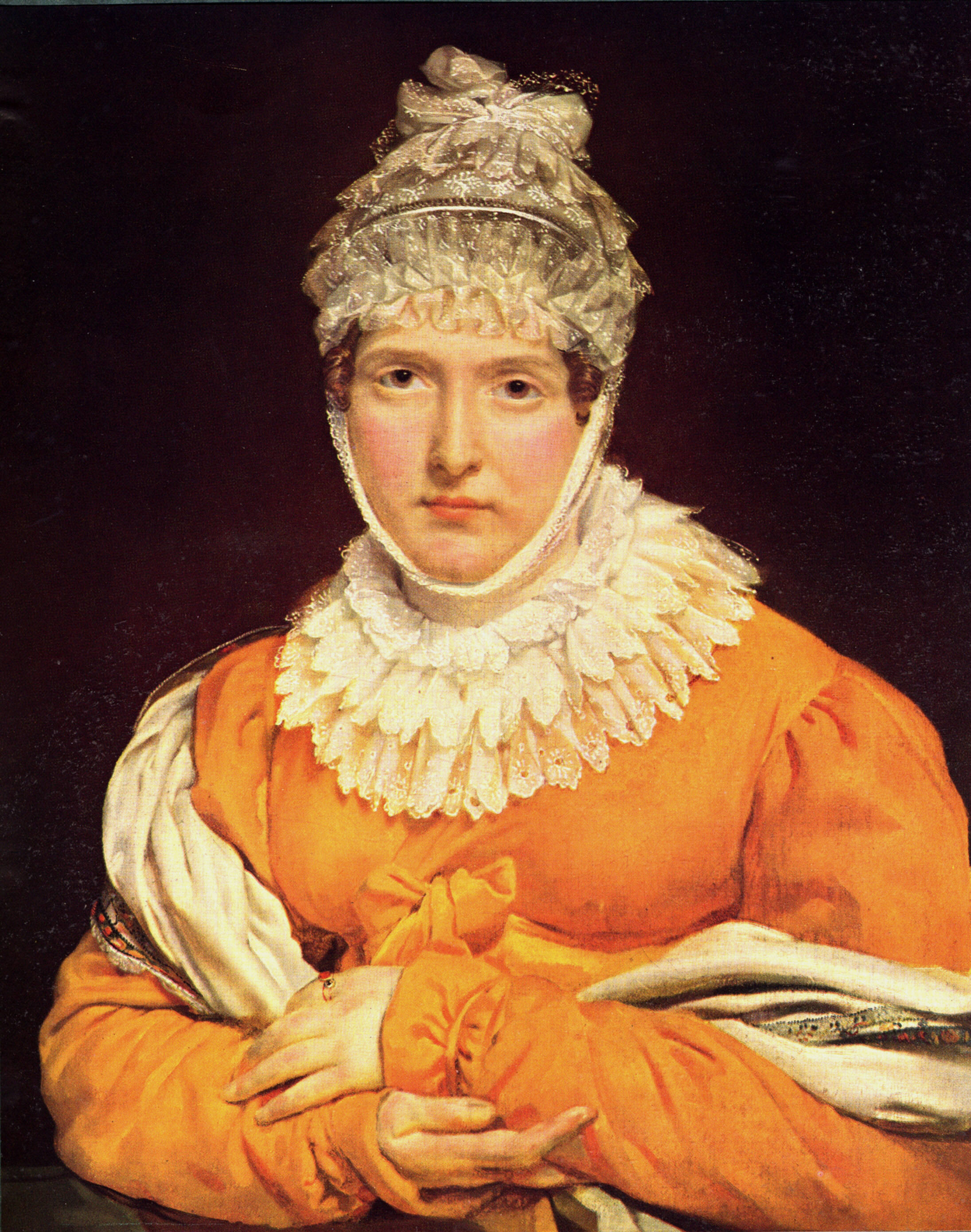
Mademoiselle Recamier 1825